# Història de l'atletisme a Espanya
La història de l'atletisme a Espanya coneguda es remunta al segle xix a la pràctica de les carreres pedrestres, on eren populars sobretot a Catalunya, Aragó i País Basc, encara que les classificacions no eren publicades en la premsa. Els carrers amb el nom del Coso o del Còs deixen referències d'on es disputaven assíduament aquestes carreres urbanes.
Aquestes carreres eren gairebé sempre desafiaments, que es van anar introduint a poc a poc en els actes de les festes majors, sembla que un Xicot de Valls i un tal Mateu de Vilanova es van apostar un pernil o un pollastre a qui trigava menys en donar cent voltes a una plaça. A Aragó eren populars les carreres de pollastres conegudes com a "pollaradas" que se celebraven com a part dels festejos esportius de la festa major al costat del llançament de barra aragonesa. Aquests primers reptes per matar el temps o demostrar la superioritat física, juntament amb una espècie de globalització de l'esport, el retorn d'emigrants d'Amèrica que portaven notícies d'aquests esports, el començament dels Jocs Olímpics de l'era moderna i l'Exposició Universal de Barcelona, van ser els que van preparar el camí per a les posteriors competicions atlètiques. Aquest interès per l'atletisme que segons la documentació existent sembla sorgir primer a Catalunya i més concretament a Barcelona, incentiva el seu interès a Madrid a causa de la rivalitat existent entre aquestes ciutats i se suma a la tradició basco-navarresa d'esports de força que apropa a aquestes territoris a les proves de llançament de l'atletisme. Aquestes tres comunitats van ser inicialment les grans potències de l'atletisme espanyol en els seus inicis.
Però realment en un esport que es basa en gestos tan naturals com córrer, llançar o saltar no se li pot posar una data d'inici concreta i hem de remetre'ns a la fundació de clubs, que en un inici van ser gimnasos, i a la de Federacions d'atletisme primer a nivell regional i després nacional.

## Anterior a 1900
A Aragó, Catalunya, País Basc i Navarra es feien carreres normalment com a part dels festejos de les festes majors i com en algunes localitats del Somontano també a les festes menors.
- A Aragó prenen especial importància les carreres de pollastres o pollaradas sorgint corredors llegendaris com Mariano Bielsa y Latre, de malnom Chistavín de Berbegal, participant en tota mena de pollaradas i desafiaments, arribant a acceptar el repte d'un corredor italià anomenat Achilles Bargosi per veure qui donava més voltes a la plaça de toros de Saragossa; aquest fet va esdevenir el 22 d'octubre de 1882, però es creu que aquestes carreres són anteriors a l'any 1850.[2]
- Amb motiu de l'Exposició Universal de Barcelona en 1888, hi ha coneixement d'una carrera des de Gènova fins a Barcelona.[3] Albert Maluquer cita en un llibre com la primera carrera registrada, el 9 de desembre de 1898, organitzada per Jaume Vila, disputada sobre el recorregut de 14 km des del Gimnàs Tolosa, situat al carrer Duc de la Victòria, fins a Sarrià quan encara era no havia estat incorporada a Barcelona.[4] Joan Gamper compartia el mateix criteri. Per això un any després, 1899, d'aquella primera carrera el fundador del FC Barcelona va organitzar una de vuit-cents metres al voltant de l'Hotel Casanovas, en la qual va acabar segon, per darrere de Francesc Cruzate.[1]

Segons proves documentals les competicions en pista començarien a principis del segle passat, sobretot a Catalunya arran de la fundació del FC Barcelona, que va propiciar la pràctica d'altres esports i que fins i tot l'Alcalde de Barcelona, Bartomeu Robert i Yarzábal, es proposés implantar a Barcelona camps d'esport amb el patrocini municipal.

## Des de 1900 fins a 1910[3]
Cal dir que en aquesta època encara no s'havia constituït cap federació, ni s'havien reglamentat les proves i Campionats és per això que aquests campionats no van obtenir cap oficialitat.
L'any 1907, a l'Hipòdrom de Barcelona se celebra el 25 de març un concurs atlètic. També a Barcelona se celebra el Campionat d'Espanya de 10 km, guanyat per José Tovar amb un temps de 36,25. La Federació Catalana de Futbol organitzava també alguns esdeveniments atlètics, com la Volta a Barcelona de juny de 1907, en la qual van participar 67 corredors.
A Madrid organitzen la Copa Rodríguez Arsuaga, donant-li el nom de Campionat de Madrid que guanya Tomás Escamilla amb 38'24.
A Irun el Sporting Club organitza també un festival atlètic.
L'any 1909 s'organitza a Madrid el segon Campionat d'Espanya de 10 km, Marcelino Agudo amb un temps de 36'40 va ser el guanyador.
També l'any 1907 se celebra al País Valencià, en concret el 22 de desembre, una prova atlètica, pionera en aquells temps, ja que comptava per primera vegada en aquesta comunitat amb jutges i reglamentació, a més els premis deixaven de ser conills i pollastres, per passar a ser veritables trofeus. El recorregut d'aquella prova atlètica transcorria entre la ciutat de València i la localitat de Massamagrell.

## Des de 1911 fins a 1920
L'any 1911 el FC Barcelona organitza un festival atlètic amb motiu del tancament de la temporada futbolística. L'agost del mateix any el mateix club organitza una carrera en la qual debuta Pere Prat, un atleta al que va descobrir Gibert quan el va veure com a la frontera francesa li perseguien i no eren capaces de donar-li abast encara malgrat anar carregat amb un embalum. Va aconseguir contactar amb ell, el va portar a Barcelona, va fitxar pel FC Barcelona i va aconseguir ser plusmarquista espanyol de totes les distàncies entre 800 m i la marató.
En 1912 es funda el club Sport Atlètic Barcelonés, els seus membres fundacionals van ser Pere Prat, Albert Charlot i Joan Barba, i aquesta va ser la primera organització dedicada exclusivament a l'atletisme. A l'octubre del mateix any i amb una excel·lent organització basant-se en els Jocs Olímpics d'Estocolm en 1912, s'organitza en el camp de l'Universitari de Barcelona un concurs atlètic. Els resultats més destacats van ser Carles Comamala saltant en longitud 5,32 m i 9,75 m en Pes i José María Sagnier amb 11"3/5 en els cent metres.
L'any 1914 es comprova el creixent auge de la popularitat de l'atletisme, els periodistes ja compten en les cròniques esportives habitualment resultats de proves atlètiques. Quant a esdeveniments atlètics esportius cal destacar durant la primera setmana d'Abril l'organització dels Jocs Olímpics Madrilenys o el 5 de juliol el Concurs Olímpic organitzat en el Real Polo Jockey Club pel Sindicat de Periodistes Esportius de Barcelona ajustant-se a la normativa dels Jocs Olímpics. En el mateix mes el 31 de juliol a Altza la Sociedad Jolastokieta, on van participar atletes francesos, o més tard entre el 17 i el 31 de desembre l'Olimpíada Basca, organitzada pel Club Esportiu de Bilbao. En aquestes trobades atlètiques s'aconsegueixen algunes marques que els membres de l'Associació Espanyola d'Estadístics d'Atletisme consideren les primeres plusmarques d'atletisme espanyoles. Aquest any Manuel Nogareda i Barbudo a Barcelona comença a sentar les bases i a buscar personalitats interessades a fundar organismes que regulessin les normes i controlessin oficialment els resultats, és a dir les Federacions d'Atletisme.
En 1915, com a fets destacables, cal esmentar la creació d'una secció d'atletisme en el Club Gimnàstic de Tarragona i la fundació de la Federació Catalana d'Atletisme gràcies a l'esforç de Manuel Nogareda que aconsegueix reunir a un important nombre de personalitats de la societat barcelonina de l'època, en una reunió prèvia presidida per Narcís Masferrer i Sala, es va nomenar una comissió per a la realització dels estatuts, aquesta comissió estava composta pel Dr. Àlvar Presta i Torns, de l'Acadèmia d'Higiene, Bernat Picornell i Richier del Club Natació Barcelona, Manuel Nogareda, del diari Stadium, Arnau Margarit del Real Club Marítim i Santiago Cañellas d'El Día Gráfico. En el local de la Reial Societat Columbòfila de Catalunya, el 2 de setembre, se celebra l'Assemblea de constitució de la Federació Catalana d'Atletisme (FCA), s'aproven els estatuts i la Junta Directiva amb els següents càrrecs: 
- President: Dr. Àlvar Presta i Torns.
- Vicepresident 1r: Josep Elias i Juncosa.
- Vicepresident 2n: Dr. Carles Comamala López del Pan.
- Secretari: Manuel Nogareda i Barbudo.
- Vicesecretari: Albert Maluquer i Maluquer.
- Tresorer: Jaume Garcia i Alsina
- Comptable: Antonio Blasco Cirera.

Quant a competicions atlètiques es té coneixement de la celebració de dos Campionats de Madrid de 10 km, un guanyat per Emilio González i l'altre per M. Retuerto amb 39'30". A Barcelona, el 28 de febrer, en un circuit del Parc de la Ciutadella mesurat escrupolosament, es fan dos intents de plusmarca espanyola, un en el 1500 m i l'altre en la llegua, aconseguint-se batre les marques anteriors per Jaume Mestres amb 4´33"3/5, i Adrián García amb 19'50"2/5 respectivament, a aquesta prova se li dona cert caràcter oficial aixecant-se un Acta signada per un Jurat designat per vigilar la competició. L'Associació Espanyola d'Estadístics d'Atletisme considera la marca de Mestres com la primera plusmarca espanyola en la prova de 1500 metres llisos, pels diversos dubtes que presenten les marques anteriors.
Al mateix Parc barceloní, el dia 1 d'agost, se celebra el Campionat de Barcelona de 10.000 m, al qual se li dona el nom de "Trofeu Maluquer", Pere Prat millora la plusmarca espanyola de 10 km (34´29"1/5) i la de 1500 m (4´31"2/5) al pas.
L'any 1916 continuen sorgint entitats dedicades exclusivament a l'atletisme, i hi ha intents d'organitzar-se regionalment de manera semblant a la Federació Catalana d'Atletisme. Al març es constitueix de forma provisional la Federació Atlètica Donostiarra, que després seria la Federación Atlética Guipuozcoana.
Es coneixen activitats atlètiques a Madrid, Barcelona, Bilbao, Sant Sebastià i Galícia. A Barcelona el dia 9 de gener s'organitza el Campionat de cross country, que compta amb una participació de 60 corredors i és guanyat per Pere Prat. Aquest atleta llança un desafiament a qualsevol corredor que vulgui acceptar-lo. Emilio González l'accepta i d'aquesta forma s'organitza a Madrid el I Campionat d'Espanya de camp a través sobre una distància aproximada de 15 km i que és guanyat per Pere Prat. seguit de Josep Erra i en tercer lloc Emilio González. Per equips guanya l'equipo atlètic de Catalunya, mentre que els altres equips participants de la primera edició van ser: la Societat Cultural Esportiva, la Societat Exploradors Espanyols, la Societat Esportiva Obrera i el Corinthians Club portuguès. També es van presentar alguns atletes independents.

## Competicions d'Atletisme més importants a Espanya
- Campionat d'Espanya d'Atletisme
- Campionat d'Espanya d'Atletisme en pista coberta